# نادي الأسياح
نادي الأسياح السعودي هو أحد أندية الدرجة الثالثة بمنطقة القصيم، تأسس عام 1399 هـ، في محافظة الأسياح.
كان سابقاً اسمه نادي مارد وتم تغيير اسمه إلى نادي الأسياح.

## تشكيلة الفريق الحالية
ملاحظة: تشير الأعلام إلى المنتخب الوطني على النحو المحدد في قواعد الأهلية للفيفا. قد يحمل اللاعبون أكثر من جنسية واحدة غير تابعة للفيفا.
| الرقم | البلد    | المركز | اللاعب             |
| ----- | -------- | ------ | ------------------ |
| 1     | السعودية | حارس   | وليد الطويهر       |
| 4     | السعودية | مدافع  | سعود فودة          |
| 5     | السعودية | مدافع  | عوض القحطاني       |
| 8     | السعودية | وسط    | فيصل الصنيتان      |
| 10    | البرازيل | وسط    | فينانسيو           |
| 11    | السعودية | وسط    | عبد الرحمن العازمي |
| 12    | مصر      | مهاجم  | محمد ناجي          |
| 13    | السعودية | مدافع  | سلطان المولد       |
| 14    | السعودية | وسط    | سليمان الديواني    |
| 15    | السعودية | وسط    | مهند الشدوخي       |
| 16    | السعودية | مدافع  | مصعب الصانع        |
| 17    | السعودية | مهاجم  | علي هوساوي         |

| الرقم | البلد    | المركز | اللاعب            |
| ----- | -------- | ------ | ----------------- |
| 20    | السعودية | وسط    | إبراهيم العبيد    |
| 21    | السعودية | وسط    | عزام الذياب       |
| 22    | السعودية | حارس   | مشاري القرعاوي    |
| 24    | السعودية | مدافع  | ياسر المظيبري     |
| 32    | مصر      | وسط    | علاء أنس          |
| 71    | السعودية | مهاجم  | عبد العزيز السعود |
| --    | السعودية | حارس   | راكان الهذلي      |
| --    | السعودية | مدافع  | عزام العبيد       |
| --    | السعودية | مدافع  | ريان الظاهر       |
| --    | السعودية | وسط    | علي الزميع        |
| --    | السعودية | وسط    | سلطان البخيت      |
| --    | السعودية | وسط    | أنس الفراج        |